# روتخر هاور

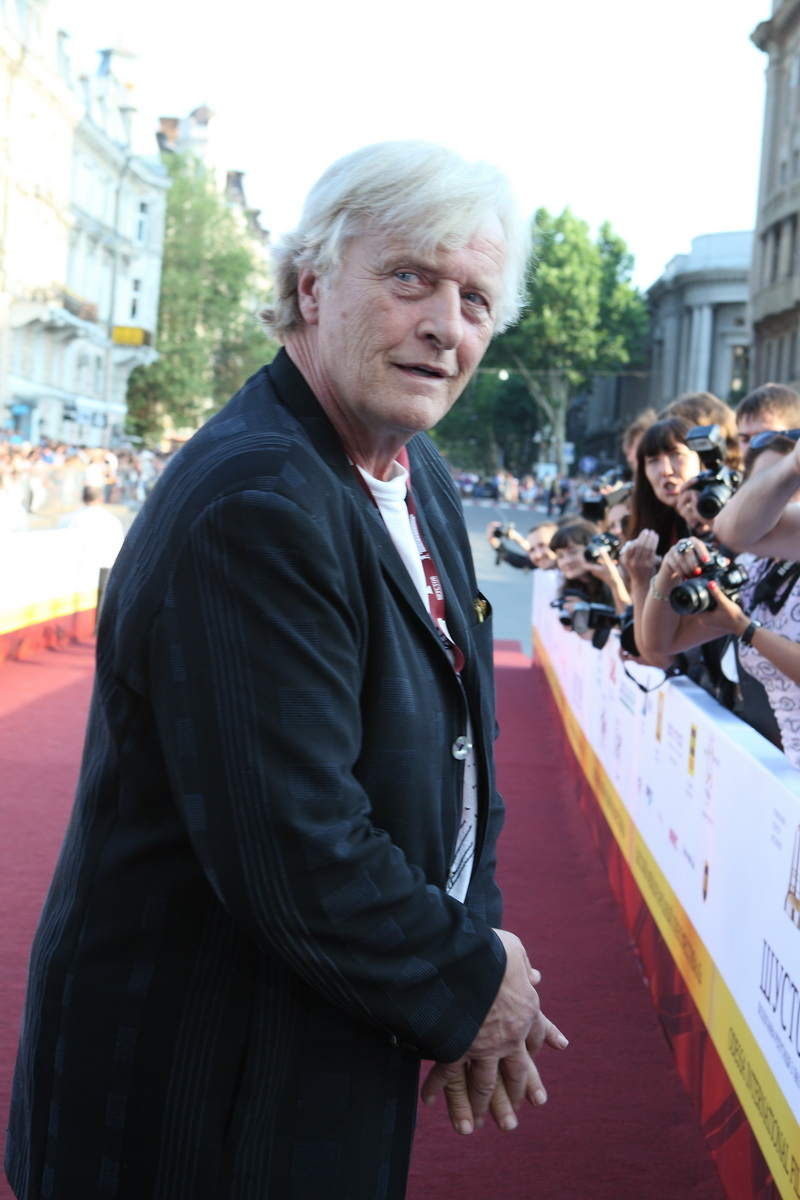
روتخر هاور در جشنوارهٔ بین‌المللی فیلم اودسا، ژوئیهٔ ۲۰۱۰

روتخر هاور یا روتگر هاور (به هلندی: Rutger Oelsen Hauer) (زادهٔ ۲۳ ژانویهٔ ۱۹۴۴ - درگذشته ۱۹ ژوئیه ۲۰۱۹) بازیگر هلندی سینما بود.

## زندگی‌نامه
روتخر هاور در ژانویه ۱۹۴۴ در بروکلن هلند زاده شد. بازیگری را در مجموعه تلویزیونی «فلوریس» آغاز کرد. بازی‌های او هم مصمم بود و آمیخته با هوش و ذکاوتی دلپذیر. او طی زندگی هنری‌اش به نقش‌آفرینی هم در آثار هلندی و هم آثار انگلیسی‌زبان ادامه داد. یکی از مهم‌ترین و شاید به‌یادماندنی‌ترین فیلم‌های هاور، فیلم «بلید رانر»، ساخته ریدلی اسکات، بود؛ فیلمی که از مهم‌ترین آثار سینمایی جهان است و تأثیر فراوانی بر هنر هفتم گذاشت و برخی آن را از برترین آثار سینمایی جهان می‌دانند. هاور طراح اصلی مونولوگ- در سکانس بسیار مشهوری از این فیلم است که به نام «اشکی در باران» شهره شده. «من چیزهایی دیده‌ام که شما آدم‌ها باورتان نمی‌شود. سفینه‌های مهاجم، که در برابر اوریون، در آتش می‌سوختند. در ظلمات اطراف دروازه تانهویزر تماشاگر درخشش نور بودم. تمامی آن لحظات در گذر زمان محو می‌شوند: هم‌چون قطرات اشک زیر باران».
پس از یک بیماری کوتاه‌مدت در ۱۹ ژوئیه ۲۰۱۹ در ۷۵ سالگی در منزل خود در شمال هلند درگذشت.

## فیلمشناسی
از آثار به‌یادماندنی او می‌توان به فیلم نئو نوآر علمی-تخیلی بلِید رانِر، خون بی‌گناه، مرلین، تشریفات مذهبی، شهر گناه، صلیب و آسیاب، اسپترس، بانو شاهین، گوشت و خون، حرکت مک‌آلیستر، نجات از شکار شدن، سگ‌های شکاری برادوی، سامسون، آشفتگی ۳، کریستال یا خاکستر، سلام جوگر و جهان‌های متقاطع اشاره کرد.